# Reece James
Reece James, född 8 december 1999, är en engelsk fotbollsspelare som spelar som lagkapten för Chelsea i Premier League.

## Karriär
I juni 2018 lånades James ut till Wigan Athletic på ett låneavtal över säsongen 2018/2019. Den 16 januari 2020 förlängde James sitt kontrakt i Chelsea fram till sommaren 2025.